# Wiewiórczak zmienny
Wiewiórczak zmienny, dawniej: wiewiórka biała (Callosciurus finlaysonii) – gatunek gryzonia z rodziny wiewiórkowatych (Sciuridae), zamieszkujący tereny Kambodży, Laosu, Mjanmy, Tajlandii, Wietnamu oraz Singapuru. W 1981 w północno-zachodnich Włoszech podjęto udaną próbę introdukcji gatunku. Wiewiórczak zmienny charakteryzuje się skrajnie dużą różnorodnością ubarwienia futra.

## Systematyka
Naukowcy rozróżniają 16 podgatunków wiewiórki białej:
- C. finlaysonii finlaysonii
- C. finlaysonii albivexilli
- C. finlaysonii folletti
- C. finlaysonii frandseni
- C. finlaysonii germaini
- C. finlaysonii harmandi
- C. finlaysonii trotteri
- C. finlaysonii annellatus
- C. finlaysonii bocourti
- C. finlaysonii boonsongi
- C. finlaysonii cinnamomeus
- C. finlaysonii ferrugineus
- C. finlaysonii menamicus
- C. finlaysonii nox
- C. finlaysonii sinistralis
- C. finlaysonii williamsoni

## Ekologia
Wiewiórczak zmienny jest gryzoniem o średniej wielkości. Długość tułowia (wraz z głową) wynosi 21 cm. Masa ciała dorosłego osobnika to ok. 250 g. Ogon jest puszysty i ma długość zbliżoną do długości tułowia: 22–24 cm. Ubarwienie futra jest zróżnicowane u poszczególnych podgatunków, ale ogromna zmienność odnotowywana jest także w ich obrębie. Wiewiórczak zmienny może mieć futro białe, ale także między innymi: czarne, szare lub rude. Ubarwienie może być także różne dla grzbietowej i brzusznej części ciała. W części grzbietowej futro może być np. barwy szaro-popielatej, a na przodzie tułowia białe lub biało-kremowe. Przy ubarwieniu dwukolorowym, część grzbietowa jest zwykle ciemniejsza. Wiewiórczak zmienny jest zaliczany do wiewiórek nadrzewnych. Lubi lasy gęsto zadrzewione, ale mieszka także na plantacjach orzechów kokosowych. Żywi się owocami, nasionami oraz kwiatami i częściami zielonymi roślin. Osobniki introdukowane we Włoszech jedzą lokalne owoce i zielone części roślin. Obgryzają także korę drzew w parku. Wiewiórczak zmienny prowadzi dzienny tryb życia. Maksymalną długość życia w niewoli określono na 12,8 lat.

## Rozmieszczenie geograficzne
Gatunek występuje w Azji południowo-wschodniej: w Kambodży, Laosie, Mjanmie, Tajlandii i Wietnamie. Od niedawna jego obecność odnotowywana jest także w Singapurze.
W 1981 w miejskim parku piemonckim w mieście Acqui Terme w północno-zachodnich Włoszech rozpoczęto introdukcję gatunku. Na terenie parku o powierzchni 2 ha wypuszczono dwie pary wiewiórczaków zmiennych. Introdukcja powiodła się i w 1998 roku naliczono tam już około 40–50 osobników. W miejscowości Maratea (region Basilicata) położonej na południu Włoch odnotowano występowanie odrębnej populacji wiewiórczaka zmiennego. Jej pochodzenie i źródło introdukcji nie jest znane. Do introdukcji prawdopodobnie doszło w latach 80. XX wieku. W 2004 roku odnotowano, że populacja zdobywa nowe tereny. Zasięg jej występowania rozszerzył się o ponad 20 km wzdłuż wybrzeża Morza Tyrreńskiego. Postulowane jest podjęcie działań ograniczających inwazyjne rozprzestrzenianie się tego gatunku we Włoszech.